# Balkanromaanse talen

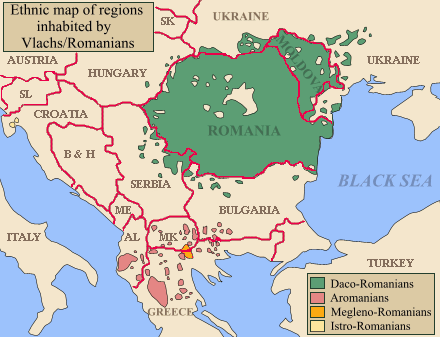
Kaart van de Balkan, met regio's bewoond door Roemenen/Vlachen gekleurd

De Balkanromaanse talen vormen de oostelijkste vertegenwoordigers van de Romaanse talen. Ze ontwikkelden zich in Zuidoost-Europa uit de plaatselijke variant van het vulgair Latijn

## Geschiedenis
Uit het vulgair Latijn ontwikkelde zich het Proto-Roemeens, die al de meeste eigenschappen van het moderne Roemeens had. In het algemeen neemt men aan dat ongeveer 800-1200 jaar geleden, wegens invasies van volkeren en de migratie van Vlachse herders, het Proto-Roemeens in vier afzonderlijke talen verdeeld werd: Daco-Roemeens (het tegenwoordige Roemeens), Aroemeens, Megleno-Roemeens en Istro-Roemeens.
Bovendien werd er in de 20e eeuw, in de Moldavische SSR (Sovjet-Unie) de Moldavische taal officieel geïntroduceerd, om een onderscheid te maken tussen de Roemeense en Moldavische naties.